# Casorate Primo
Casorate Primo är en ort och kommun i provinsen Pavia i regionen Lombardiet i Italien. Kommunen hade 8 779 invånare (2018).